# Jägerbomb
Jägerbomb er en drink, som består af et glas Red Bull eller anden energidrik, hvori man placerer et shotglas med Jägermeister. Drinken drikkes, så man får Red Bull og Jägermeister i samme mundfuld.